# Vaughan Going
Pas d'image ? Cliquez ici

a Compétitions nationales et continentales officielles uniquement.

b Matchs officiels uniquement.
Dernière mise à jour le 12 août 2019.
Vaughan Going, né le 26 août 1972 à Whangarei (Nouvelle-Zélande), est un joueur hongkongais de rugby à XV évoluant aux postes de demi de mêlée, d'ailier ou d'arrière. Il est international de rugby à XV. 

## Biographie
Jouant surtout dans le triangle arrière, il évolue aussi régulièrement au poste de demi de mêlée, d'où il a notamment marqué 3 essais en un match contre Singapour, ce qui constitue un record pour ce poste.
Joueur possédant un petit gabarit très musclé, d'une vitesse de course à pied (ballon en main) exceptionnelle, et n'ayant pas peur d'aller au contact face à des joueurs plus forts et plus puissants que lui.[réf. nécessaire]
C'est le neveu du All Black Sid Going.

## Palmarès

### En équipe nationale
Il évolue pour l'équipe de Hong Kong de rugby à XV avec laquelle il a inscrit 8 essais en 20 sélections.

### En club
- Harlequins 1998-1999 (Championnat d'Angleterre de rugby à XV)
- London Welsh 1999-2000 (Championnat d'Angleterre de D2 de rugby)
- Sale Sharks 2000-2004 (Championnat d'Angleterre de rugby à XV)
- AS Béziers 2004-2005 (Top 16)
- Bristol Rugby 2005-oct.2006 (Championnat d'Angleterre de rugby à XV)
- Northampton Saints oct.2006-2007 (Championnat d'Angleterre de rugby à XV)